# Fantastyka i Groza
„Fantastyka i Groza” – seria książek wydawanych przez Wydawnictwo Literackie od połowy lat 70. do początku lat 90. XX w., zaliczanych do fantastyki grozy.

## Odbiór
Seria po latach została określona jako "popularna", a w ocenie wydawcy była serią "sprawdzoną i dobrze ocenianą".

## Oprawa graficzna
Seria nie posiadała oficjalnej nazwy ani sygnetu. Poszczególne okładki i rysunki wewnątrztekstowe były pozbawione barwy, utrzymane w grafice czerni i bieli (z wyjątkiem ostatniego tomu - wydanych w barwnej okładce w 1992 Opowieści z dziesięciu światów Arthura C. Clarke'a). Jednolita szata graficzna decydowała o dosyć dużej rozpoznawalności serii, która była nazywana „białą serią fantastyki i grozy”. 
Wśród autorów okładek i ilustracji byli m.in. Krzysztof Kiwerski, Marek Pietrzak, Władysław Targosz, Dorota Gromczakiewicz i Krystyna Ziębicka, a stylistyka prac charakteryzowała się dużą różnorodnością - od groteskowo-surrealistycznej do realistycznej. 

## Zawartość
Jako pierwsza ukazała się Camilla Josepha Sheridana Le Fanu (1974), która stała się wyznacznikiem gatunkowym większości wydanych tytułów. Zamierzeniem wydawcy była prezentacja utworów z pogranicza fantastyki. W serii ukazały się między innymi mity, zbiory podań i legend, klasyczne powieści gotyckie (Zamczysko w Otranto, Mnich), fantastyka baśniowa, dystopie, a także klasyczne utwory science fiction oraz fantasy, przy czym wydawca przedstawiał zarówno pozycje współczesne, jak i starsze, z różnych epok. W latach 1989–1992 w ramach serii ukazały się tylko 2 książki (Pamiętnik przetrwania Doris Lessing i opowiadania Arthura C. Clarke’a).     
| Lp | Tytuł                                                                   | Autor                   | Rok wydania (w serii) | Język oryginału        | Rok wydania I |
| -- | ----------------------------------------------------------------------- | ----------------------- | --------------------- | ---------------------- | ------------- |
| 1  | Awatar                                                                  | Théophile Gautier       | 1976                  | francuski              | 1833          |
| 2  | Carmilla                                                                | Sheridan Le Fanu        | 1974                  | angielski              | 1872          |
| 3  | Cierpienia księcia Sternenhocha                                         | Ladislav Klíma          | 1980                  | czeski                 | 1928          |
| 4  | Człowiek z pampy                                                        | Jules Supervielle       | 1981                  | francuski              |               |
| 5  | Deszczowy koń i inne opowiadania                                        | Ted Hughes              | 1982                  | angielski              | 1982          |
| 6  | Dziecko Rosemary                                                        | Ira Levin               | 1988                  | angielski              | 1967          |
| 7  | Dziwna panna Ruth. Podwójna zbrodnia siostry Diany (opowiadania)        | Laurentiu Fulga         | 1981                  | rumuński               |               |
| 8  | Hanrahan Rudy i inne opowiadania                                        | William Butler Yeats    | 1978                  | angielski              | 1897          |
| 9  | Najlepsza jest woda (opowiadania)                                       | Primo Levi              | 1983                  | włoski                 | 1983          |
| 10 | Noc księżycowa (opowiadania)                                            | Peter Daniel Wolfkind   | 1977                  | niemiecki              | 1977          |
| 11 | Podróże do wielu odległych narodów świata                               | Jonathan Swift          | 1979                  | angielski              | 1726          |
| 12 | Pan A.G. w X.                                                           | Tibor Déry              | 1979                  | węgierski              | 1964          |
| 13 | Quincunx i inne opowiadania                                             | Walter de la Mare       | 1980                  | angielski              |               |
| 14 | Szkoła czarownic (opowiadania)                                          | Dylan Thomas            | 1976                  | angielski              |               |
| 15 | Upiór rodu Canterville’ów (opowiadania)                                 | Oscar Wilde             | 1977                  | angielski              | 1891          |
| 16 | Wathek                                                                  | William Beckford        | 1975                  | francuski              | 1786          |
| 17 | Wynalazek Morela                                                        | Adolfo Bioy Casares     | 1975                  | hiszpański             | 1940          |
| 18 | Zamczysko w Otranto                                                     | Horace Walpole          | 1974                  | angielski              | 1764          |
| 19 | Zamczysko w Otranto                                                     | Horace Walpole          | 1976 (wyd. 2.)        | angielski              | 1764          |
| 20 | Zjawa                                                                   | Benito Pérez Galdós     | 1978                  | hiszpański             | 1870          |
| 21 | Balkon był za wysoko                                                    | Alfonz Bednár           | 1983                  | słowacki               | 1968          |
| 22 | Bóg Skorpion                                                            | William Golding         | 1988                  | angielski              | 1971          |
| 23 | Czarnoksiężnik z Archipelagu                                            | Ursula K. Le Guin       | 1983                  | angielski              | 1968          |
| 24 | Czarodziejski Ptak Ułudy                                                | Clemente Guido          | 1981                  | hiszpański             | 1974          |
| 25 | Czy to się mogło zdarzyć? (opowiadania)                                 | Ambrose Bierce          | 1981                  | angielski              |               |
| 26 | Dom przy cmentarzu                                                      | Sheridan Joseph Le Fanu | 1977                  | angielski              | 1863          |
| 27 | Dziwna historia o upiorach z latarnią w kształcie piwonii               | Enchō Sanyūtei          | 1981                  | japoński               |               |
| 28 | Fabrykant obłoków (opowiadania)                                         | Robert Escarpit         | 1976                  | francuski              | 1969          |
| 29 | Italczyk albo Konfesjonał Czarnych Pokutników (3 t. w 2 vol.)           | Ann Radcliffe           | 1977                  | angielski              | 1796          |
| 30 | Jednorożec                                                              | Iris Murdoch            | 1978                  | angielski              | 1963          |
| 31 | Lewa ręka ciemności                                                     | Ursula K. Le Guin       | 1988                  | angielski              | 1969          |
| 32 | Marmurowy faun                                                          | Nathaniel Hawthorne     | 1984                  | angielski              | 1860          |
| 33 | Młody człowiek w niedzielę i w inne dni                                 | Jules Supervielle       | 1977                  | francuski              | 1952          |
| 34 | Mnich                                                                   | Matthew Gregory Lewis   | 1975                  | angielski              | 1794          |
| 36 | Nowy wspaniały świat                                                    | Aldous Huxley           | 1988                  | angielski              | 1932          |
| 37 | Ogród czasu (opowiadania)                                               | J.G. Ballard            | 1983                  | angielski              |               |
| 38 | Opowieści niesamowite (opowiadania)                                     | Edgar Allan Poe         | 1984                  | angielski              |               |
| 39 | Opowieści z dziesięciu światów (opowiadania)                            | Arthur C. Clarke        | 1992                  | angielski              | 1962          |
| 40 | Palacz zwłok                                                            | Ladislav Fuks           | 1979                  | czeski                 | 1967          |
| 41 | Pamiętnik przetrwania                                                   | Doris Lessing           | 1990                  | angielski              | 1975          |
| 42 | Po drugiej stronie morza (opowiadania)                                  | Daniel Moyano           | 1986                  | hiszpański             | 1986          |
| 43 | Retronauci (opowiadania)                                                | Władimir Sawczenko      | 1989                  | rosyjski               |               |
| 44 | Rusałka                                                                 | Marcel Aymé             | 1981                  | francuski              | 1941          |
| 45 | Spekulacje (opowiadania)                                                | antologia               | 1985                  | angielski              | 1982          |
| 46 | Stryj Silas                                                             | Sheridan Le Fanu        | 1987                  | angielski              | 1864          |
| 48 | Tajemnica doktora Honigbergera                                          | Mircea Eliade           | 1983                  | rumuński               | 1940          |
| 49 | Tajemniczy przybysz                                                     | Mark Twain              | 1982                  | angielski              | 1916          |
| 50 | Tytus Groan                                                             | Mervyn Peake            | 1982                  | angielski              | 1946          |
| 51 | Wesele Stu Tysięcy Barbarzyńców                                         | Altino do Tojal         | 1980                  | portugalski            | 1978          |
| 52 | Ninawa-Wieloryb Lądowy                                                  | Theodore Kroeber        | 1983                  | angielski              | 1959          |
| 53 | Głowa profesora Dowella. Ariel                                          | Aleksander Bielajew     | 1984                  | rosyjski               | 1958          |
| 54 | Niezwykły koncert                                                       | Romulus Vulpescu        | 1978                  | rumuński               | 1967          |
| 55 | W zaczarowanym zwierciadle. Opowiadania fantastyczne Ameryki Łacińskiej | red. Krystyna Philipp   | 1977                  | hiszpański/portugalski |               |
| 56 | Grzybojad                                                               | Sergio Galindo          | 1982                  | hiszpański             | 1976          |
| 57 | Poczwarki                                                               | John Wyndham            | 1984                  | angielski              | 1955          |
| 58 | Gormenghast                                                             | Mervyn Peake            | 1990                  | angielski              | 1950          |